# Wyższa Szkoła Artylerii
Wyższa Szkoła Artylerii (WSArt) - uczelnia wojskowa Sił Zbrojnych PRL.

## Historia uczelni
Szkoła powstała w listopadzie 1947 w wyniku przeformowania Centrum Wyszkolenia Artylerii w Toruniu. Zadaniem szkoły było prowadzenie kursów doskonalących dla oficerów przewidzianych do wyznaczenia na stanowiska szefów sztabów pułków oraz dowódców dywizjonów i szefów sztabów dywizjonów. Kurs zasadniczy trwał 9 miesięcy. Oprócz tego prowadzono szereg kursów dodatkowych, w tym dwutygodniowe kursy instruktorsko metodyczne dla szefów sztabów pułków.
Na początku 1956 szkoła została przekształcona w Kursy Doskonalenia Oficerów Artylerii.

## Struktura organizacyjna (1948)
- komenda i sztab
- wydział polityczno wychowawczy
- wydział naukowy
  - cykl taktyki
  - cykl artylerii
  - cykl polityczny
- kursy słuchaczy

## Kadra
- komendant – gen. bryg. Artur Hulej
- szef sztabu – płk art. Michał Zdzichowski (1946–1949)